# Cesare Bisoni
Cesare Bisoni (* 1. Oktober 1944 in Caslino d’Erba) ist ein italienischer emeritierter Professor für Wirtschaftswissenschaften und Finanzintermediäre und seit 2019 Verwaltungsratspräsident der UniCredit-Gruppe in Mailand. 
Er studierte an der Università Commerciale Luigi Bocconi und an der Harvard Business School in Boston, Massachusetts, USA.
Seit 2018 ist er emeritierter Professor für Wirtschaftswissenschaften und Finanzintermediäre am Department of Economics Marco Biagi der Universität Modena und Reggio Emilia.
2019 übernahm er nach dem überraschenden Tod von Fabrizio Saccomanni den Posten des Aufsichtsratsvorsitzenden der italienischen Großbank UniCredit; bereits zuvor war er deren Vizechairman.